# 孔宗寿
孔宗寿，北宋兖州仙源县（今山东省曲阜市）人，孔子四十六代孙，文宣公孔仁玉的曾孙，孔勗之孙。
孔宗寿是孔良辅的儿子，宋英宗治平四年（1067年），为仙源县主簿。宋哲宗绍圣元年（1094年）以右宣德郎知仙源县。升任曹州彰德军节度判官，以承议郎致仕。元符元年（1098年）衍圣公孔若蒙因监修祖庙坐事被罢免，时任通直郎孔宗壽推舉孔若蒙之弟孔若虛襲封，奏請从现在开始眾議擇承襲之人，不必子繼，要留意祖廟，惇睦族人。有六子：孔若涉、孔若陟、孔若讷、孔若水、孔若晦、孔若时。孔宗寿的后裔被称作孔氏四支五位中的中舍位，其后一支在明清时为第十三派第四十二户大薛户。